# Ігнатовська (Коноський район)
Ігнатовська (рос. Игнатовская) — присілок в Коноському районі Архангельської області Російської Федерації.
Населення становить 12 осіб. Входить до складу муніципального утворення Подюзьке сільське поселення.

## Історія
Від 2004 року входить до складу муніципального утворення Подюзьке сільське поселення.

## Населення
| 2002 | 2010 | 2012 |
| ---- | ---- | ---- |
| 21   | ↘14  | ↘12  |